# Manoleasa
Manoleasa è un comune della Romania di 3 669 abitanti, ubicato nel distretto di Botoșani, nella regione storica della Moldavia.
Il comune è formato dall'unione di 10 villaggi: Bold, Flondora, Iorga, Liveni, Loturi, Manoleasa, Manoleasa-Prut, Sadoveni, Șerpenița, Zahoreni.